# ル・ブルジェ
ル・ブルジェ （Le Bourget）は、フランス、イル＝ド＝フランス地域圏、セーヌ＝サン＝ドニ県のコミューン。1919年に開港したル・ブルジェ空港がある。コミューンの歴史は空港と密接につながっている。

## 地理
パリ北部の郊外コミューン（バンリュー）であるル・ブルジェは、パリのブルヴァール・デ・マレショーから約7 km、ノートルダム・ド・パリから約10.4 km離れている。
ル・ブルジェには、1919年にル・ブルジェ空港が置かれた。シャルル・ド・ゴール国際空港とその経済エリアから約10 km離れている。

## 由来
ル・ブルジェとは、ラテン語で町を意味するburgusから派生した、Burgellumからきている。現在使われている、ル・ブルジェのつづりが現れたのは、15世紀である。

## 歴史

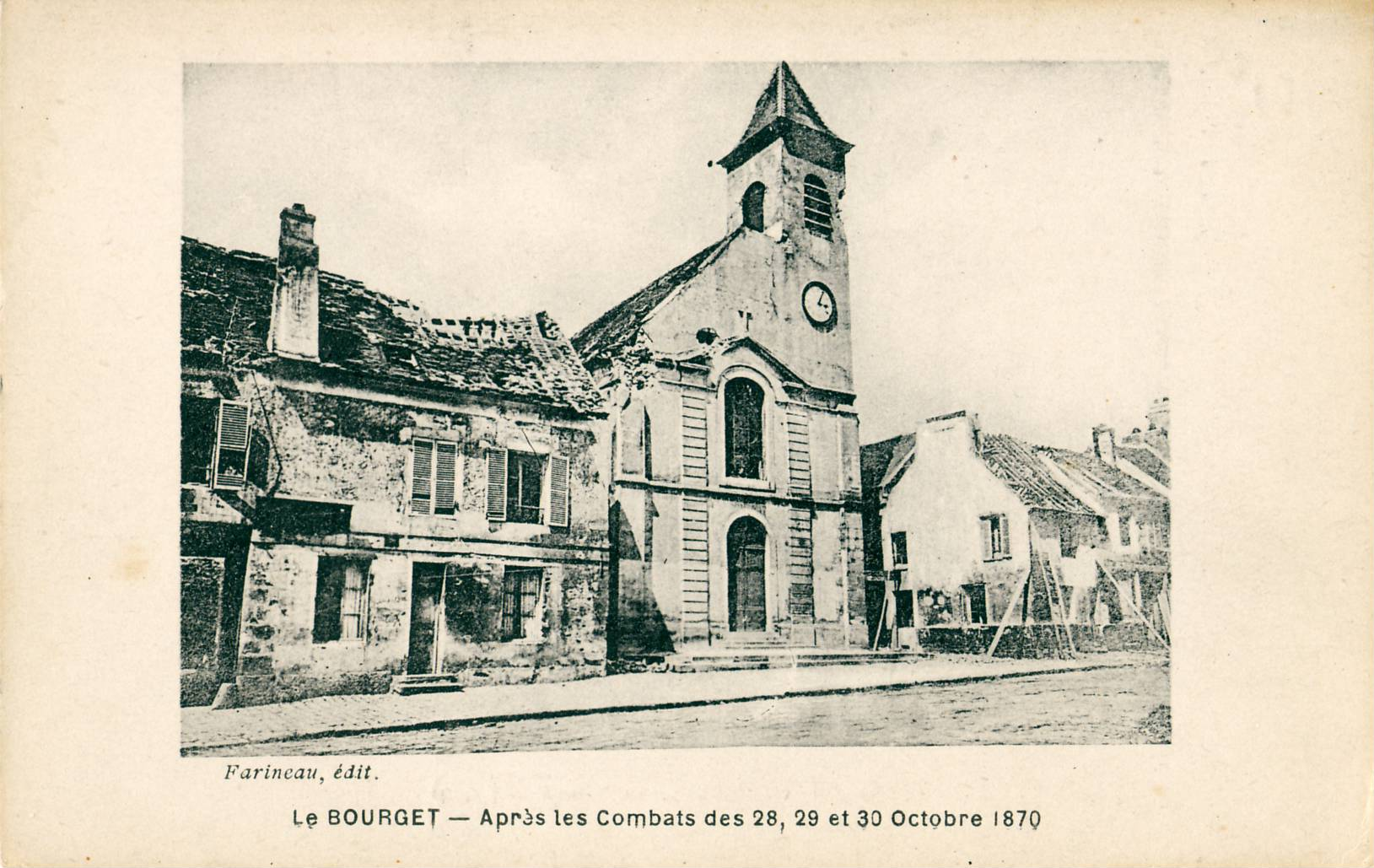
1870年の戦闘後に撮影されたサン・ニコラ教会

ガロ＝ローマ時代、非常に交通量の多い道路がル・ブルジェの地を通っていたことから、ル・ブルジェの地に人が定住した。
ル・ブルジェについて最初に言及したのは、ルイ6世がモンマルトル修道院にル・ブルジェの土地を割譲した、1134年に遡る。その後のル・ブルジェは、パリ＝フランドル間の道路に接続した、小さな農村（アモー）だった。9世紀、古い集落にハンセン病病院があった。ル・ブルジェには9世紀からフランドル道を旅する人間のための宿があり、15世紀には郵便局が設立された。
1573年、モンマルトル修道院の修道女たちは年間60リーブルでル・ブルジェをメニル領主アントワーヌ・ド・ブロイへ貸した。16世紀後半から、ル・ブルジェの支配はル・ブラン＝メニルと合わせて行われた。1580年、ル・ブルジェ領主となったのはニコラ・ポッティエで、彼の子孫は1680年まで治めた。1700年まで、ル・ブルジェはル・ブラン＝メニル領主に臣従した。しかし最後の相続人であるル・ブラン＝メニル嬢が死ぬと、ル・ブルジェは自主的な行政運営ができることになり、サン＝ドニ教区の権威からもはずされた。
1870年、ル・ブルジェには850人が暮らしていた。産業革命の到来によって村は成長し、19世紀後半には数多くの産業が行われていた。フランドル道のおかげで、北部鉄道やグランド・サンチュールが開通した。同年10月、ル・ブルジェも普仏戦争でのプロイセン軍との衝突の場となった。ブラッスール司令官と彼の軍隊はサン・ニコラ教会のある町を守った。エルネスト・バロシュ司令官はこの戦いで死亡し、彼にちなんで今日のエルネスト・バロシュ通りの名がつけられた。
第一次世界大戦期の1914年9月から、フランス陸軍はサン＝シール出身者を中心としたル・ブルジェの航空予備隊を実装させ、ドイツ軍の空からの急襲からパリのルトランシュ基地を守るため、ただちに飛行場を設置した。1914年8月30日、ドイツ空軍機がパリに爆弾を投下した。その後、農地買収が行われ、7つの格納庫や兵舎が建設された。1915年、ツェッペリン飛行船が夜間攻撃を仕掛けても効果的な隊の編成は期待はずれに終わり、飛行隊は第3部隊の前線に交代させられた。同時期、ルトランシュ基地の航空飛行隊は、1915年から1918年までに、45機から116機に拡充されていた。さらに、パリ城外にあった基地は、航空産業の発明者や製造者にとって、あらゆる種類の実験が実際に行える環境、条件を示していた。
第一次世界大戦後、航空飛行隊はル・ブルジェで活動を継続し、在庫管理を行っていた。戦争の終結で、民間航空各社はル・ブルジェ飛行場の設置による恩恵を受けた。最初はロンドン、ブリュッセル、アムステルダムへの路線計画が組まれ、ただちにヨーロッパ全土への計画が組まれた。1920年には年間6,000人であった旅客輸送量は、パリ万国博覧会開催後の1938年には137,000人に達した。これによって、ターミナル建設が急がれた。ル・ブルジェは、世界4大陸をつなぐこれら飛行機を賞賛する場となっていた。
第二次世界大戦中ナチス・ドイツによるフランス占領期間中、ドイツ軍は飛行場を接収し、面積を拡大した。1943年8月16日、アメリカ空軍が滑走路を爆撃したが、基地はパリの解放までドイツ軍が占有し続けた。
フランス解放後、ル・ブルジェ空港はアメリカ軍とイギリス軍によって再建された。1945年5月以降、45,000人の戦争捕虜や国外追放者たちがル・ブルジェ空港から送還された。戦後の空港は交通量が急速に伸び、パリ市は新空港であるオルリー空港の買収を行った。1960年代、オルリー空港が飽和状態となったため利用客はル・ブルジェに戻ったが、シャルル・ド・ゴール空港が開業すると、ル・ブルジェ空港は徐々に廃れていった。

## 交通
- 航空 - ル・ブルジェ空港
- 道路 - A1、RN2、RN17
- 鉄道 - RER B線ブルジェ駅。

## みどころ
- ル・ブルジェ空港
- ル・ブルジェ航空宇宙博物館

## 姉妹都市
- アミティビル、アメリカ合衆国
- リトル・フォールズ、アメリカ合衆国
- クリェラ、スペイン
- ジュコーフスキー、ロシア
- ムシュバティ、ルワンダ
- ムアンガ、ルワンダ

## 出身者
- ベルナール・タピ：実業家